# Napaeus
Napaeus es un género de molusco gasterópodo de la familia Enidae en el orden de los Stylommatophora.

## Distribución geográfica
Son endémicas de las Islas Canarias (España) y las Azores (Portugal).

## Especies
Se reconocen las siguientes especies:
- Napaeus alabastrinus Frias Martins, 1989 - Azores
- Napaeus alucensis Santana & Yanes, 2011 - La Gomera[2]
- Napaeus anaga (Grasset, 1857) - Tenerife
- Napaeus aringaensis Artiles, Deniz & Martín, 2011 - Gran Canaria[3]
- Napaeus atlanticus (Pfeiffer, 1853) - Azores
- Napaeus avaloensis Groh, 2006 - La Gomera
- Napaeus badiosus (Webb & Berthelot, 1833) - Tenerife
- Napaeus baeticatus (Webb & Berthelot, 1833) - Tenerife
- Napaeus bajamarensis Ibáñez & Alonso, 2009 - Tenerife
- Napaeus barquini Alonso & Ibáñez, 2006 - La Gomera[4]
- Napaeus bechi Alonso & Ibáñez, 1993 - Tenerife
- Napaeus beguirae Henríquez, 1995 - La Gomera
- Napaeus bertheloti (Pfeiffer, 1846) - La Gomera
- Napaeus boucheti Alonso & Ibáñez, 1993 - La Palma
- Napaeus chrysaloides (Wollaston, 1878) - Gran Canaria
- Napaeus consecoanus (Mousson, 1872) - La Gomera
- Napaeus delibutus (Morelet & Drouët, 1857) - Azores
- Napaeus delicatus Alonso, Yanes & Ibáñez, 2011 - La Palma[5]
- Napaeus doliolum Henríquez, 1993 - Tenerife
- Napaeus doloresae Santana, 2013 - La Gomera[6]
- Napaeus elegans Alonso & Ibáñez, 1995 - Tenerife
- Napaeus encaustus (Shuttleworth, 1852) - La Palma
- Napaeus esbeltus Ibáñez & Alonso, 1995 - Tenerife
- Napaeus estherae Artiles, 2013 - La Gomera[6]
- Napaeus exilis Henríquez, 1995 - Gran Canaria
- Napaeus flavoterminatus (Wollaston, 1878) - Tenerife
- Napaeus gomerensis G. A. Holyoak & D. T. Holyoak, 2011 - La Gomera[2]
- Napaeus grohi Alonso, Ibáñez & Santana, 2011 - El Hierro[3]
- Napaeus gruereanus (Grasset, 1857) - El Hierro
- Napaeus halmyris (J. Mabille, 1883) - Tenerife
- Napaeus hartungi (Morelet & Drouët, 1857) - Azores
- Napaeus helvolus (Webb & Berthelot, 1833) - Tenerife
- Napaeus huttereri Henríquez, 1991 - Lanzarote
- Napaeus indifferens (Mousson, 1872) - Gran Canaria
- Napaeus inflatiusculus (Wollaston, 1878) - La Gomera
- Napaeus interpunctatus (Wollaston, 1878) - Gran Canaria
- Napaeus isletae Groh & Ibáñez, 1992 - Gran Canaria
- Napaeus josei Santana, Alonso & Ibáñez, 2011 - Gran Canaria[3]
- Napaeus lajaensis Castillo, Yanes, Alonso & Ibáñez, 2006 - Tenerife[7]
- Napaeus lichenicola Alonso & Ibáñez, 2007 - Fuerteventura
- Napaeus lowei (Wollaston, 1878) - Tenerife
- Napaeus maculatus Goodacre, 2006 - La Gomera
- Napaeus maffioteanus (Mousson, 1872) - Gran Canaria
- Napaeus magnus Yanes, Deniz, Alonso & Ibáñez, 2013 - La Gomera[6]
- Napaeus minimus Holyoak & Holyoak, 2011 - La Gomera[5]
- Napaeus moquinianus (Webb & Berthelot, 1833) - Gran Canaria
- Napaeus moroi Martín, Alonso & Ibáñez, 2011 - La Gomera[2]
- Napaeus myosotis (Webb & Berthelot, 1833) - Gran Canaria
- Napaeus nanodes Shuttleworth, 1852 - Tenerife
- Napaeus obesatus (Webb & Berthelot, 1833) - Gran Canaria
- Napaeus ocellatus (Mousson, 1872) - El Hierro
- Napaeus orientalis Henríquez, 1995 - La Gomera
- Napaeus ornamentatus Moro, 2009 - La Gomera
- Napaeus osoriensis (Wollaston, 1878) - Gran Canaria
- Napaeus palmaensis (Mousson, 1872) - La Palma
- Napaeus procerus Emerson, 2006 - La Gomera
- Napaeus propinquus (Shuttleworth, 1852) - Tenerife
- Napaeus pygmaeus Ibáñez & Alonso, 1993 - La Gomera
- Napaeus roccellicola (Webb & Berthelot, 1833) - Tenerife
- Napaeus rufobrunneus (Wollaston, 1878) - Lanzarote
- Napaeus rupicola (Mousson, 1872) - La Gomera
- Napaeus savinosa (Wollaston, 1878) - El Hierro
- Napaeus servus (Mousson, 1872) - La Gomera
- Napaeus severus (J. Mabille, 1898) - La Gomera
- Napaeus subgracilior (Wollaston, 1878) - La Palma
- Napaeus subsimplex (Wollaston, 1878) - El Hierro
- Napaeus tabidus (Shuttleworth, 1852) - Tenerife
- Napaeus tafadaensis Yanes, 2009 - Tenerife
- Napaeus tagamichensis Henríquez, 1993 - La Gomera
- Napaeus taguluchensis Henríquez, 1993 - La Gomera
- Napaeus tenoensis Henríquez, 1993 - Tenerife
- Napaeus teobaldoi Martín, 2009 - Tenerife
- Napaeus texturatus (Mousson, 1872) - La Gomera
- Napaeus torilensis Artiles & Deniz, 2011 - La Gomera[2]
- Napaeus tremulans (Mousson, 1858) - Azores
- Napaeus validoi Ibáñez, Alonso & Martín, 2011 - Gran Canaria[3]
- Napaeus variatus (Webb & Berthelot, 1833) - Tenerife
- Napaeus venegueraensis Artiles, Santana & Deniz, 2011 - Gran Canaria[3]
- Napaeus voggenreiteri Hutterer, 2006 - La Gomera
- Napaeus vulgaris (Morelet & Drouët, 1857) - Azores